# إس إف بي غيمز
إس إف بي ڠيمز ليمتد (بالإنجليزية: SFB Games Limited)‏، شركة بريطانية، أسست عام 2002م تحت مسمى ذا سوبر فلاش بروس. (The Super Flash Bros.) ، وتقع في العاصمة لندن، وهي شركة تطوير لعبة فيديو، والتي تعمل غالباً لنظام فلاش أدوبي.